# Willy Millowitsch

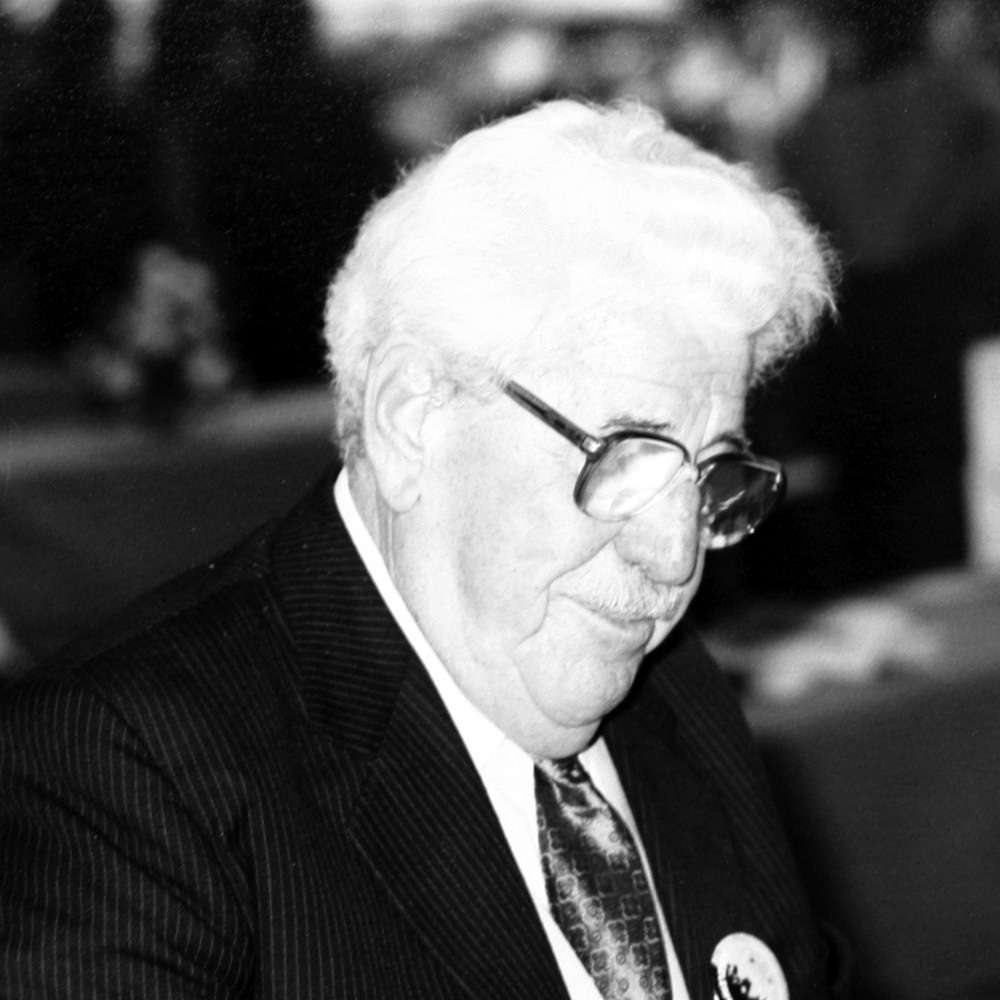
Willy Millowitsch (1987)

Willy Millowitsch (* 8. Januar 1909 in Köln; † 20. September 1999 ebenda) war ein deutscher Schauspieler, Regisseur und Sänger. Der Volksschauspieler und Stimmungssänger spielte und sang auf Hochdeutsch und Kölsch. Er war Leiter des privaten Kölner Millowitsch-Theaters und trat in mehr als 125 Filmen sowie in diversen Fernsehrollen auf.

## Biografie

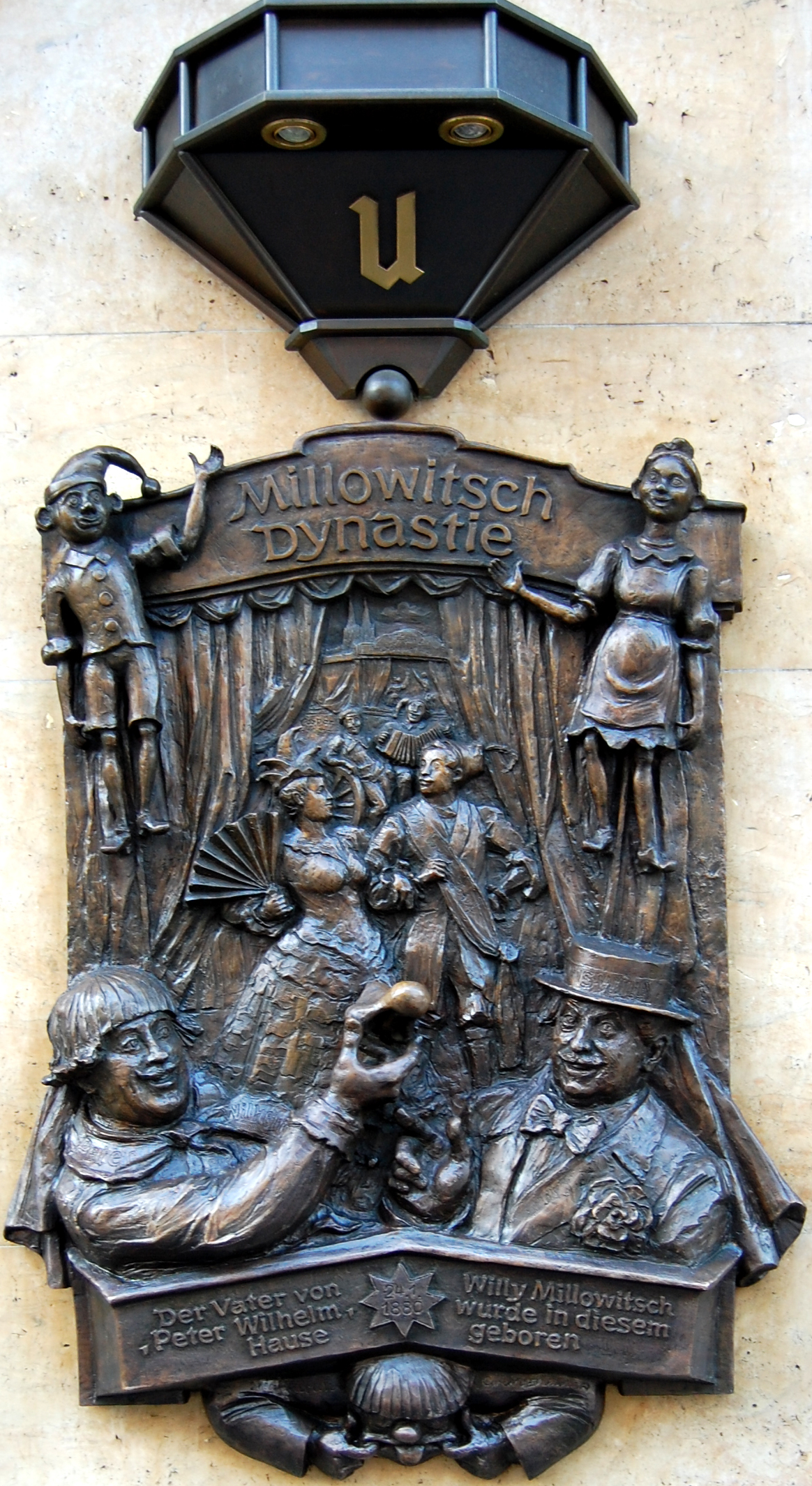
Gedenktafel der Millowitsch-Dynastie in der Düsseldorfer Altstadt am Uerige Brauhaus

### Anfänge
Willy Millowitsch wurde 1909 in Köln geboren und stammte aus einer alten Schauspielerdynastie. Seine Eltern waren der in Düsseldorf geborene Schauspieler Peter Wilhelm Millowitsch (1880–1945) und dessen Ehefrau, die Wienerin Käthe Plank (1881–1942). Seine Tante war die Schauspielerin und Sängerin Cordy Millowitsch.
Schon als Kind interessierte er sich mehr für das väterliche Theater als für die Schule. Als Dreizehnjähriger verließ er die Schule ohne Abschluss und ergriff den Schauspielerberuf. 1940 übernahm er die Leitung der väterlichen Bühne. Dabei war er oft als Regisseur und Hauptdarsteller zugleich tätig. 1939 heiratete er Linny Lüttgen; die Ehe wurde später geschieden.
Die Bombenangriffe des Zweiten Weltkriegs beschädigten das Millowitsch-Theater an der Aachener Straße in Köln kaum. So wurde der Spielbetrieb auf Wunsch des Kölner Oberbürgermeisters, Konrad Adenauer, bereits im Oktober 1945 wiederaufgenommen, und bis ins Jahr 1949 fanden täglich Vorstellungen statt. Über viele Jahre leitete Millowitsch das Haus mit seiner Schwester Lucy Millowitsch, mit der er auch gemeinsam auf der Bühne stand. Die Geschwister galten als Idealbesetzung, wenn es darum ging, temperamentvolle Paare darzustellen.
Am 28. September 1946 heiratete Millowitsch Gerda Feldhoff. Sie bekamen vier Kinder: Katarina, Peter, Susanne und Mariele. Bis auf Susanne haben die Kinder das Interesse an der Schauspielerei geerbt; Peter Millowitsch übernahm 1998 die Leitung des Theaters und führte es bis zur Schließung am 25. März 2018. Seine Schwester Mariele ist aus zahlreichen Fernsehrollen bekannt.

### Schauspieler
Neben seiner Bühnentätigkeit wirkte Willy Millowitsch in zahlreichen Kinofilmen mit. Der erste, Gesucht wird Majora, kam im September 1949 in die Kinos. Seine bis 1996 mehr als 125 Film- und Fernsehrollen sorgten im Hinblick auf die schwankende Theaterkonjunktur für ein zusätzliches Einkommen. Zu den Kinofilmen gehörten Drei Mann auf einem Pferd (1957), Zwei Herzen im Mai (1958), Scampolo mit Romy Schneider (1958), Zum Teufel mit der Penne (1968) (als Vater von Hansi Kraus) und die Hollywood-Produktion Hilfe, die Amis kommen (als Nebendarsteller an der Seite von Chevy Chase, 1985).
Millowitsch unterhielt sein Publikum mit zahllosen von ihm selbst inszenierten und oft vom Fernsehen – dann meist unter der Regie seines Theaterfreundes Karl Wesseler – aufgezeichneten Bühnenstücken über vierzig Jahre lang, oft zusammen mit seiner Schwester und seinen Kindern. Wie er in einem Interview sagte, konnte er selbst keine Stücke schreiben, was er sehr bedauerte.
Die erste Live-Übertragung eines Theaterstücks im deutschen Fernsehen erfolgte am 19. Oktober 1953 aus dem Millowitsch-Theater in Köln mit einem Stück des niederdeutschen Dichters Karl Bunje, Der Etappenhase, in dem Millowitsch die Hauptrolle spielte. Diese Aufführung machte sein Theater überregional bekannt. In den folgenden Jahrzehnten übertrug das Fernsehen zahlreiche Lustspiele aus seinem Haus. Diese wurden zu regelrechten Straßenfegern, was auch an Millowitschs beliebter Bühnenpartnerin Elsa Scholten lag, die bereits seit 1920 zum Millowitsch-Ensemble gehört hatte. Im September 1968 erlebte man Millowitsch im Rahmen der ARD-Fernsehlotterie in einer Gastrolle auf der Bühne des Ohnsorg-Theaters in Hamburg. Dort spielte er unter der Regie von Hans Mahler den Amtsrichter Dr. Kleinfisch in der Komödie Die Kartenlegerin.
Als besondere Ehre betrachtete es Millowitsch, dass der Theaterregisseur Jürgen Flimm ihn 1988 in dem TV-Fernsehspiel Die Wupper (nach dem gleichnamigen Drama von Else Lasker-Schüler) besetzte. Die Wochenzeitschrift Der Spiegel kommentierte: „Eine Entdeckung fürs ernste Rollenfach in diesem Film: Willy Millowitsch als rührender Großvater.“ Millowitschs bekannteste Fernsehrolle war jedoch die des Kommissar Klefisch im WDR-Fernsehen, die in sechs Folgen zwischen 1990 und 1996 ausgestrahlt wurde.

### Sänger
Millowitsch arbeitete auch als Schlagersänger. Bei Ariola erhielt er 1960 einen Schallplattenvertrag. Sein erster Titel dort war Wenn dieses Lied ein Schlager wird. Es folgte wenige Monate später sein erster Titel über den fröhlichen Alkoholgenuss, Heut‘ sind wir blau. Sein größter Hit war das Karnevals- und Stimmungslied Schnaps, das war sein letztes Wort vom November 1960, dessen Schallplattenaufnahme mehr als 900.000 Mal verkauft wurde. Weitere erfolgreiche Lieder waren Das Herz von Köln (1961), Die Liebe ist vergänglich (1961), Wir sind alle kleine Sünderlein (1964), Heidewitzka, Herr Kapitän (1979) und In meiner Badewanne bin ich Kapitän (1982).
Jahrzehntelang gehörte er im Rheinland zu den erfolgreichsten Interpreten von Karnevalsliedern. Bis heute ist das Lied Ich bin ene kölsche Jung von Fritz Weber mit seinem Namen verbunden. 1979 sang er mit Heidi Kabel Der will was von mir, die deutsche Version des Popsongs Stumblin'in von Chris Norman und Suzi Quatro; Peter Orloff übernahm die Produktion der Single.

### Tod und Nachleben

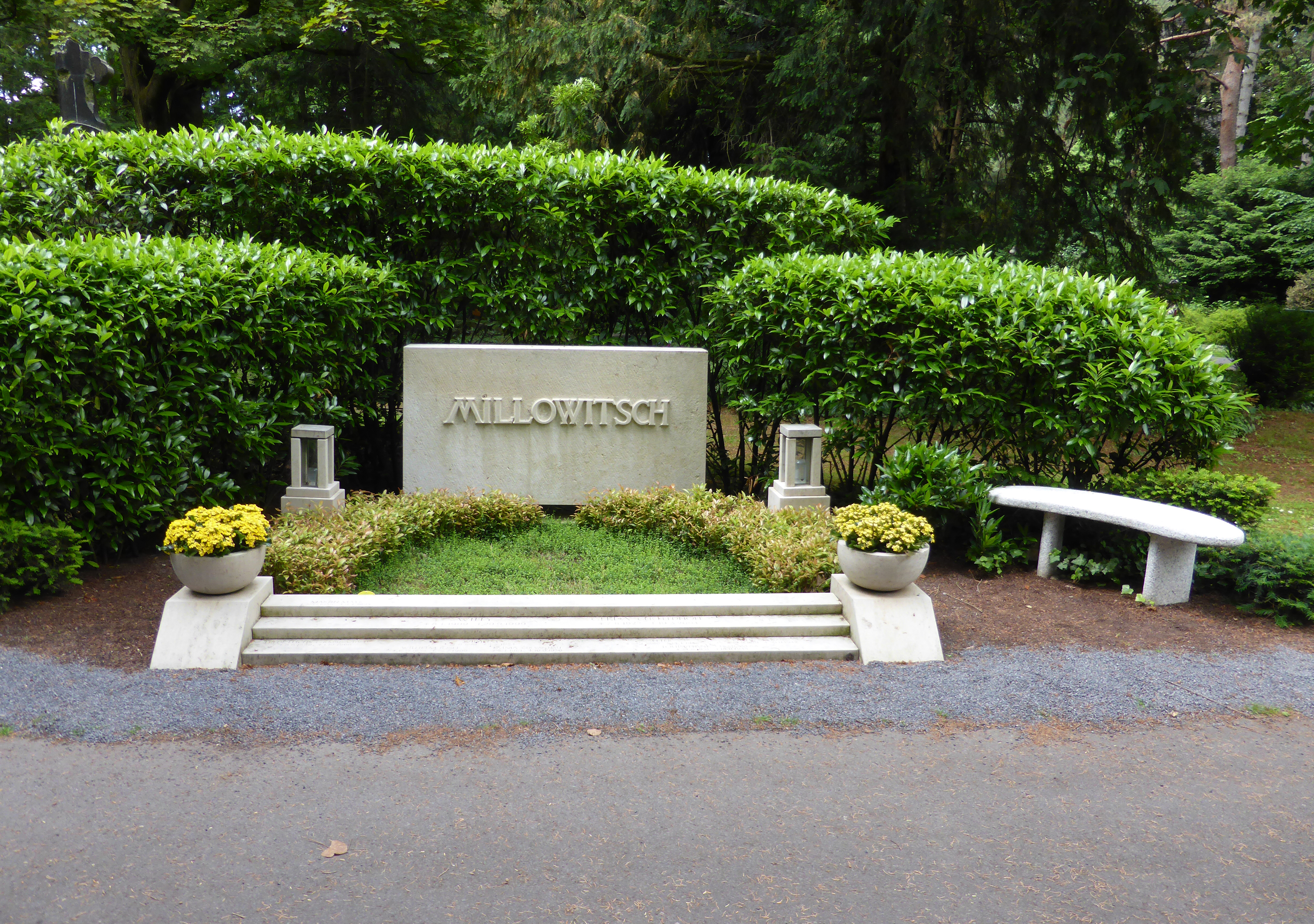
Grabstätte der Familie Millowitsch, Melaten-Friedhof in Köln

Willy Millowitsch starb am 20. September 1999 im Alter von 90 Jahren im St. Elisabeth-Krankenhaus Köln-Hohenlind. Am 25. September 1999 wurde er auf dem Kölner Melaten-Friedhof beigesetzt. Die Totenmesse wurde von Weihbischof Friedhelm Hofmann im Kölner Dom gehalten, was sonst fast ausschließlich kirchlichen Würdenträgern vorbehalten ist.
Zum Auszug des Sarges spielte der damalige Domorganist Clemens Ganz eine Improvisation in Moll über sein erfolgreiches Lied Ich bin ene kölsche Jung. Der Trauerzug über Neumarkt und Aachener Straße bis zum Friedhof wurde vom WDR-Fernsehen live übertragen.
Seine Frau Gerda starb 2004 im Alter von 81 Jahren. Millowitschs Nachlass befindet sich heute in der Theaterwissenschaftlichen Sammlung der Universität zu Köln.

## Soziales Engagement und Auszeichnungen

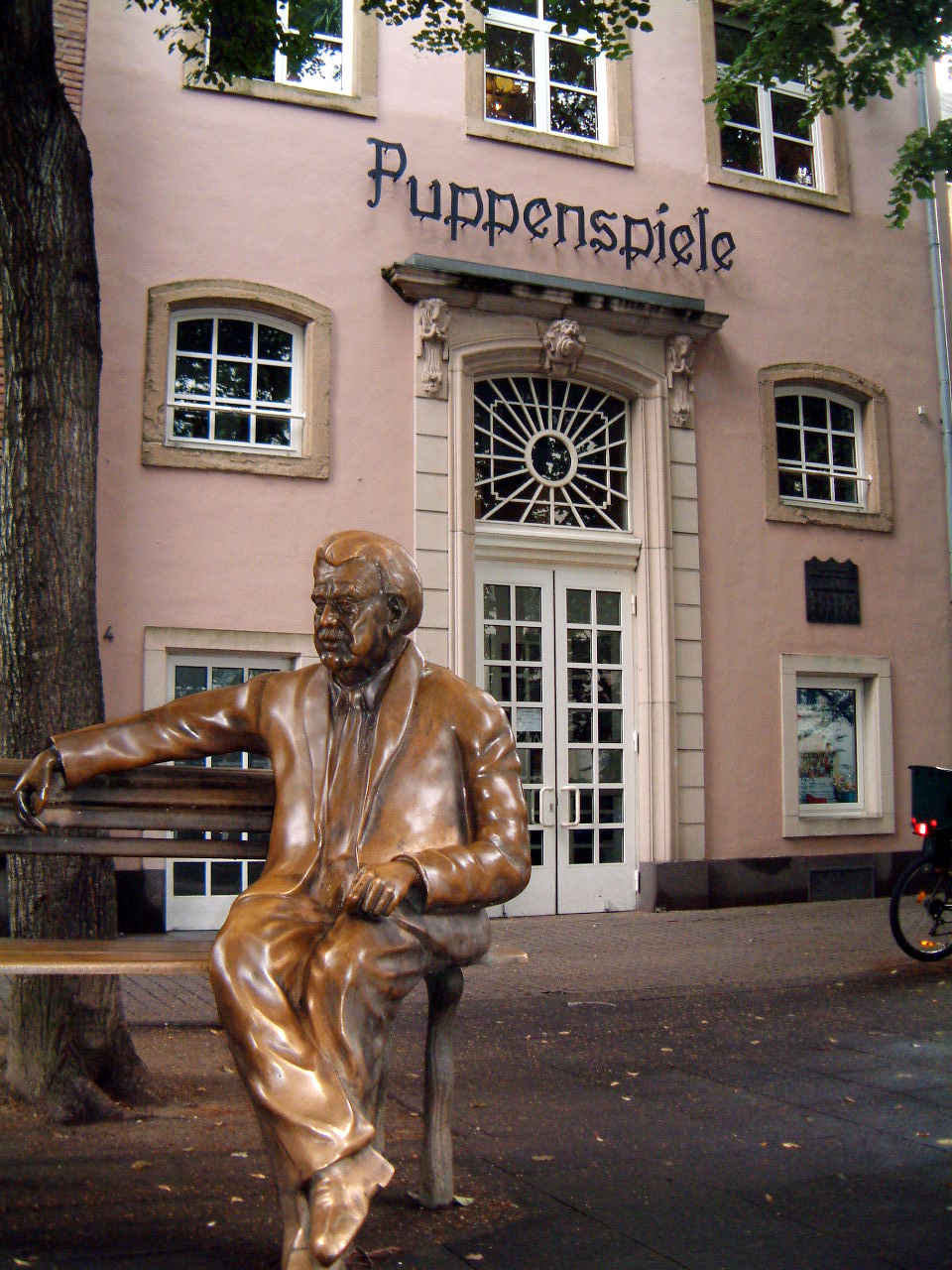
Willy-Millowitsch-Denkmal auf dem Eisenmarkt vor dem Hänneschen-Theater (bis April 2014)

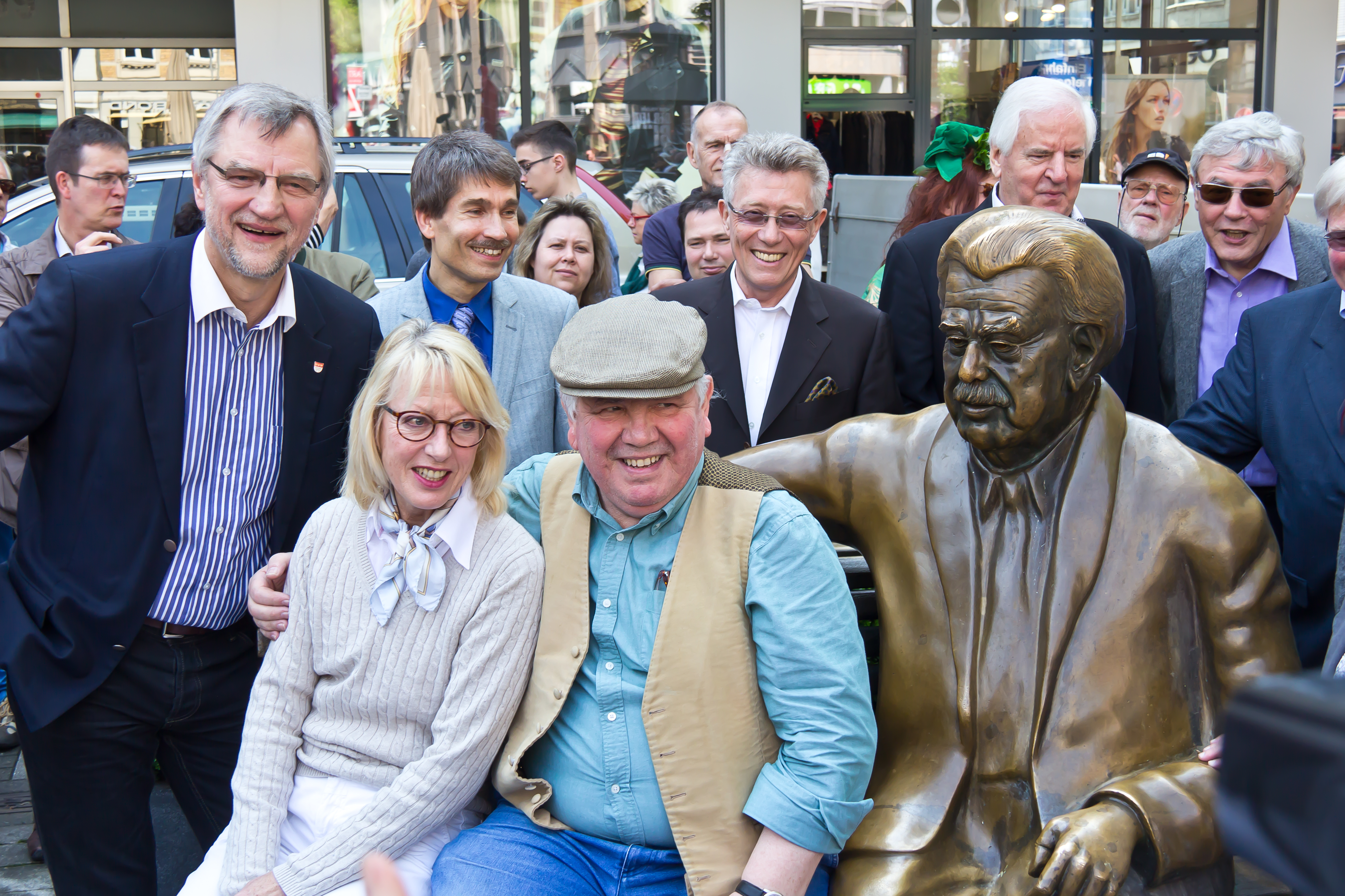
Enthüllung des Denkmals an seinem neuen Standort (v. l. n. r.): Bezirksbürgermeister Andreas Hupke, Bürgermeisterin Elfi Scho-Antwerpes und Peter Millowitsch (25. April 2014)

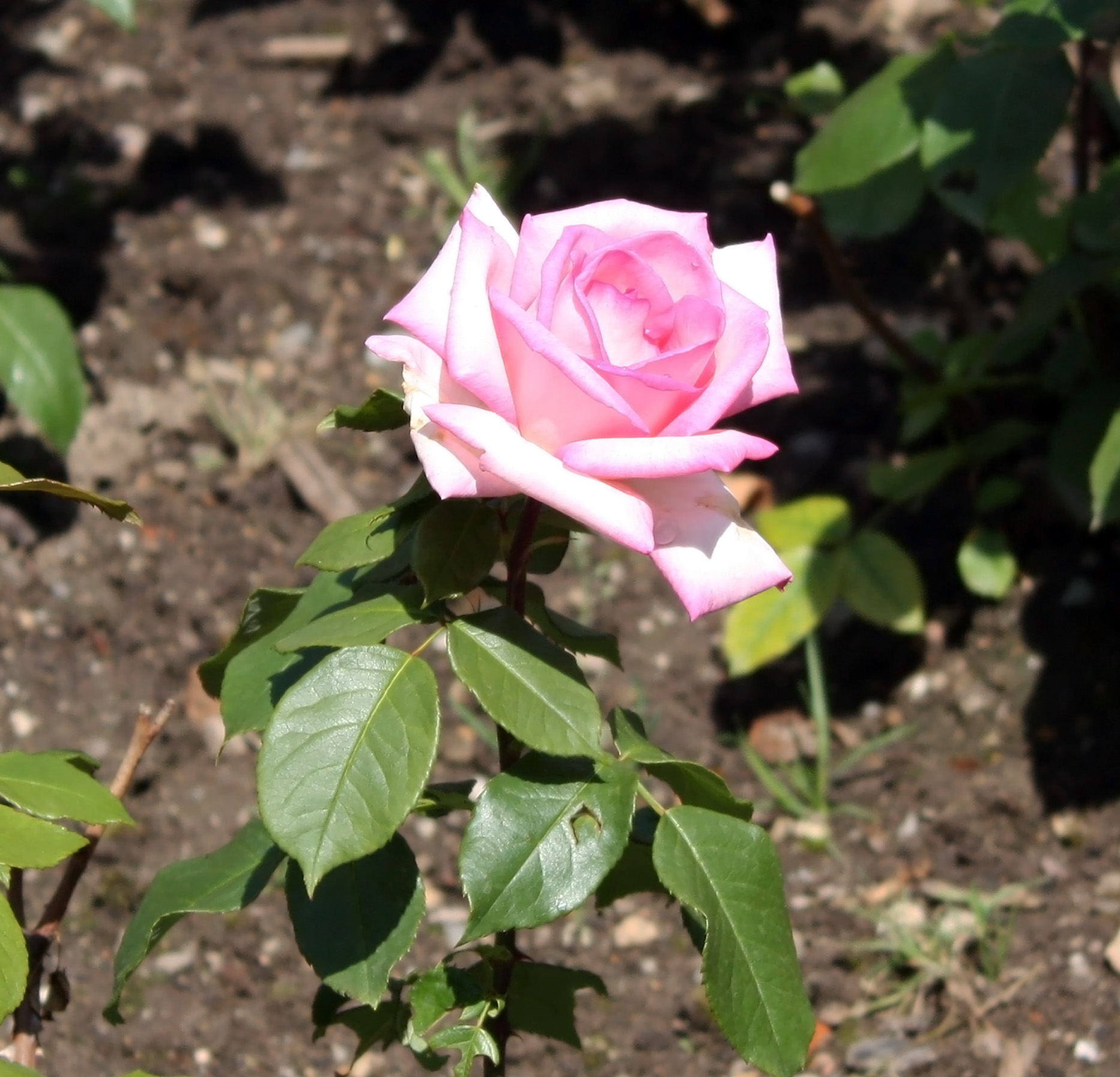
Edel-Rose Wimi benannt nach Willy Millowitsch (1982)

Im Jahr 1983 wurde Millowitsch als erster Preisträger mit dem vom WDR initiierten Fernsehpreis Telestar ausgezeichnet. 1994 erhielt er das Große Bundesverdienstkreuz. Am 17. März 1989 verlieh die Stadt Köln Willy Millowitsch die Ehrenbürgerwürde (siehe Liste der Ehrenbürger von Köln). Zwei Tage später, am 19. März 1989, wurde er mit dem Verdienstorden des Landes Nordrhein-Westfalen ausgezeichnet.
Die Kölner Musikband Höhner widmete Millowitsch 1989 zum 80. Geburtstag das Lied Willy, wat wör Kölle ohne dich. 1992 finanzierte der Kölner Theatermann Harry Owens ein Denkmal für Willy Millowitsch, das in der Altstadt am Eisenmarkt aufgestellt wurde. Im selben Jahr trat Millowitsch als Rezitator und Sänger beim Kölner Konzert Arsch huh, Zäng ussenander gegen Rassismus und rechte Gewalt auf. Seit 2003 wird jährlich die Willy-Millowitsch-Medaille an Persönlichkeiten verliehen, die sich um die „Kölsche Rede“ besonders verdient gemacht haben.
Am 4. Oktober 2002 folgte die Stadt Köln einem Bürgervorschlag, eine kleine Parkfläche in der Nähe des Millowitsch-Theaters an der Aachener Straße Willy-Millowitsch-Platz zu nennen. Nach einigen Jahren wurde diese wenig beachtete, hinter einem Hotelhochhaus gelegene Fläche (50° 56′ 8,2″ N, 6° 56′ 14,6″ O) als unangemessen betrachtet. Stattdessen wurde im Jahr 2013 eine bisher im Volksmund als Gertrudenplätzchen bekannte Platzfläche (Ecke Breite Straße / Gertrudenstraße 50° 56′ 18,6″ N, 6° 56′ 43,4″ O) in Willy-Millowitsch-Platz umbenannt. Dorthin wurde am 25. April 2014 auch das Millowitsch-Denkmal vom Eisenmarkt versetzt.
Weitere Auszeichnungen
- 1961: Bravo Otto in Gold
- 1962: Bravo Otto in Silber
- 1983: Telestar
- 1990: Bambi
- 1992: Bambi
- 1994: Willi-Ostermann-Medaille in Gold (höchste Auszeichnung des Kölner Karnevals)
- 1994: Bayerischer Fernsehpreis (Ehrenpreis des Bayerischen Ministerpräsidenten)

Der Rosenzüchter Rosen Tantau benannte 1982 die Edel-Rose Wimi nach Willy Millowitsch. Zur Namenstaufe sagte Willy Millowitsch: „Bisher konntet ihr mich sehen und hören, jetzt könnt ihr mich sogar riechen.“

## Theaterstücke(Auswahl großer Erfolge; Premierendatum)
- Das Glücksmädel (19. Oktober 1945, 15. Mai 1954, 1984)
- Der Etappenhase (27. Oktober 1953, 1956, 1969, 1989)
- Drei kölsche Jungen (17. Januar 1954, 1959, 1965 und 1980)
- Et fussig Julche (Prinzess Wäscherin: Die rote Jule) (1954, 1963, 1978)
- Die Zwangseinweisung (1954)
- Der blaue Heinrich (1955, 9. Juli 1960, 1983, 1992)
- Der verkaufte Großvater (1955)
- Pension Schöller (1956, 1968, 1993)
- Die spanische Fliege (16. August 1958)
- Der keusche Lebemann (3. Mai 1959, 1981, 1992)
- Der müde Theodor (1959, 19. Mai 1979)
- Mädchen aus der Spitzengasse (1959)
- Schneider Wibbel (13. Juni 1959)
- Der kühne Schwimmer (1960, 1967)
- Der Meisterboxer (20. Februar 1960, 1968)
- Im Nachtjackenviertel (11. März 1961, 1975)
- Tante Jutta aus Kalkutta (24. März 1962, 1990)
- Die drei Scheinheiligen (4. September 1964)
- Paris ist eine Reise wert (20. Oktober 1966)
- Der doppelte Moritz (1966, 1977)
- Der ungläubige Thomas (3. Mai 1967)
- Paradies der flotten Sünder (19. April 1968)
- Zufall, alles Zufall oder Die vertagte Hochzeitsnacht (1972, 1987)
- Das Geld liegt auf der Bank (1978)
- Das Liebesverbot (22. September 1984)
- Adel verpflichtet zu nichts (1985)
- Das Mädchen aus dem Fahrstuhl (1987)
- Die Prinzessin vom Nil (1987)
- Die schwebende Jungfrau (1988)
- Der wahre Jakob (1988)
- Bei uns im Viertel (1989)
- Der Raub der Sabinerinnen (1991)

## Filmografie

### Kinofilme
- 1949: Gesucht wird Majora
- 1951: Der Tiger Akbar
- 1952: Der fröhliche Weinberg
- 1955: Unternehmen Schlafsack
- 1955: Zwei blaue Augen
- 1956: Der Etappenhase
- 1957: Drei Mann auf einem Pferd
- 1957: Schön ist die Welt
- 1957: Zwei Herzen im Mai
- 1958: Scampolo
- 1958: Die Landärztin
- 1958: Liebe, Mädchen und Soldaten
- 1958: Vater, Mutter und neun Kinder
- 1959: Alle Tage ist kein Sonntag
- 1959: Laß mich am Sonntag nicht allein
- 1959: Schneider Wibbel
- 1960: Der wahre Jakob
- 1960: Willy, der Privatdetektiv
- 1961: Der Hochtourist
- 1961: Robert und Bertram
- 1961: Die Fledermaus
- 1962: Dicke Luft
- 1962: Der Zigeunerbaron
- 1964: Die drei Scheinheiligen
- 1967: Herrliche Zeiten im Spessart
- 1967: Heubodengeflüster
- 1968: Paradies der flotten Sünder
- 1968: Otto ist auf Frauen scharf
- 1968: Frau Wirtin hat auch einen Grafen
- 1968: Zum Teufel mit der Penne
- 1969: Klassenkeile
- 1969: Charley’s Onkel
- 1969: Warum hab’ ich bloß 2x ja gesagt?
- 1970: Frau Wirtin bläst auch gern Trompete
- 1972: Die lustigen Vier von der Tankstelle
- 1973: Alter Kahn und junge Liebe
- 1973: Unsere Tante ist das Letzte
- 1975: Der Geheimnisträger
- 1982: Ein dicker Hund
- 1983: Die wilden Fünfziger
- 1985: Hilfe, die Amis kommen (National Lampoon's European Vacation)
- 1991: Pizza Colonia

### Theateraufzeichnungen für das Fernsehen (Auswahl)
- 1953: Der Etappenhase
- 1954: Das Glücksmädel
- 1955: Der verkaufte Großvater
- 1958: Die spanische Fliege
- 1961: Im Nachtjackenviertel
- 1962: Tante Jutta aus Kalkutta
- 1965: Drei kölsche Jungen
- 1966: Der Raub der Sabinerinnen
- 1967: Der kühne Schwimmer
- 1968: Der Meisterboxer
- 1968: Die Kartenlegerin
- 1968: Pension Schöller
- 1975: Im Nachtjackenviertel
- 1978: Das Geld liegt auf der Bank
- 1979: Der Maulkorb
- 1981: Der keusche Lebemann
- 1985: Adel verpflichtet zu nichts
- 1987: Das Mädchen aus dem Fahrstuhl
- 1990: Tante Jutta aus Kalkutta
- 1992: Der blaue Heinrich
- 1993: Pension Schöller

### Fernsehfilme und -serien (Auswahl)
- 1965–1970: Donaugeschichten
- 1971: Glückspilze
- 1971–1973: Hei-Wi-Tip-Top
- 1976: Anton, zieh die Bremse an![13]
- 1985: … Erbin sein – dagegen sehr
- 1986: Geschichten aus der Heimat (Fernsehserie) Episode: Eine Nacht im Paradies
- 1990: Heidi und Erni
- 1990–1996: Kommissar Klefisch

## Publikationen
- Amüsantes Handbuch der Getränke. Juncker Verlag, München 1970, ISBN 3-7796-7501-3.
- Meine besten Freunde: Tünnes und Schäl, Klein Erna, Graf Bobby. Lichtenberg-Verlag, München 1971, ISBN 3-7852-1112-0.
- Heiter währt am längsten – Die Bühne meines Lebens. Hestia Verlag, Bayreuth 1988, ISBN 3-7770-0385-9.